# Mare d'Iroise
Mare d'Iroise (francese: mer d'Iroise [iʁwɑz]; bretone: An Hirwazh) è la parte dell'Oceano Atlantico che si estende dall'Ile de Sein a Ouessant al largo della costa della Bretagna nel nord-ovest della Francia. Si trova all'interno del Mar Celtico, confinante con il resto del Mar Celtico a nord e a ovest, e con il Golfo di Biscaglia a sud. È uno dei mari più pericolosi d'Europa per le navi d'alto mare. In inverno, ci sono spesso violenti temporali con onde enormi. È anche una delle zone più ricche di vita marina ed è stata designata nel 1988 dall'UNESCO come patrimonio dell'umanità e come primo parco marino della Francia nell'ottobre 2007.

## Nome ed estensione
Il nome è registrato per la prima volta nel Neptune francois del 1693 come Le Passage de l'Yroise (passage = "canale"); come Passage de l'Iroise nel XVIII secolo; come Iroise nel 19° secolo; come Mer d'Iroise (mer = "mare") negli anni '70, dall'industria dell'esplorazione dei fondali marini. Il nome sembra essere stato dato non dai marinai locali, ma piuttosto dal personale della base navale di Brest. Le mappe del XVIII secolo identificano il "Passage de l'Iroise" come il canale che conduce a nord-ovest da Pointe Saint-Mathieu e si mantiene a sud di Ouessant e delle isole Ponant. A partire dal XIX secolo, il termine Iroise comprendeva tutto il mare lungo la costa occidentale della Bretagna tra Ouessant e Sein. Mentre questo rimane il limite usato dai marinai,  alcune fonti del XX secolo hanno usato mer d'Iroise per indicare l'intero Mar Celtico fino all'Irlanda e alla Gran Bretagna.
Il significato di Iroise è oscuro. Le teorie includono:
- dal francese antico Iroise (significa "irlandese"), che denota la rotta marittima dalla Francia all'Irlanda. Nelle previsioni meteorologiche marittime di Météo-France e dell'AEMET spagnola, "Iroise" indica l'area di mare a est di una linea da 48°27′N 6°0′O A 47°30′N 6°0′O; questo corrisponde alla parte settentrionale dell'area marittima di previsione del Regno Unito di Biscaglia.
- da un dubbio aggettivo francese antico iroise, che significa "arrabbiato", riferendosi ai mari agitati (a volte Angry Sea si trova come traduzione in lingua inglese)
- dal bretone hirgwaz; Hir "lungo" + gwaz "flusso, canale"
- dal bretone ervoas, o "profondo", riferendosi all'Oceano Atlantico, in contrasto con il poco profondo Canale della Manica

A partire dagli anni '90, l'"Iroise" è diventato popolare nel Finistère a nome di molte imprese e associazioni locali. Il ponte Pont de l'Iroise è stato inaugurato nel 1994.